# Березинский, Вениамин Сергеевич
Вениамин Сергеевич Березинский (17 апреля 1934, Сталинград, СССР — 16 апреля 2023, Л’Акуила, Италия) — советский и итальянский учёный в области физики космических лучей и нейтринной астрофизики, лауреат международной премия А.Гумбольдта (1990), премии им. академика М. А. Маркова (2010), награждён медалью О’Келли (2007).

## Биография
Окончил физмат МГУ (1962) и аспирантуру ФИАН (1965). Доктор физико-математических наук (1975).
В 1970—1991 годах в Институте ядерных исследований АН СССР: младший, старший, ведущий научный сотрудник. В 1991—2009 ведущий научный сотрудник ОЛВЭНА.
С 1992 года — директор Астрофизического центра при Национальной Лаборатории Гран Сассо (Италия).
Один из создателей научного направления «Нейтринная астрофизика».
Совместно с С. И. Григорьевой (1988) и с А. З. Газизовым и С. И. Григорьевой (2006) предложил и детально разработал модель дипа космических лучей сверхвысоких энергий.
Соавтор книги «Астрофизика космических лучей» под редакцией акад. В. Л. Гинзбурга.
Лауреат международной премия А.Гумбольдта (1990), , премии им. академика М. А. Маркова (2010, за выдающийся вклад в физику космических лучей и разработку теории космогенных нейтрино высоких энергий), награждён медалью О’Келли (2007) .
Скончался 16 апреля 2023 года.

## Некоторые публикации
- Нейтрино / В. С. Березинский, канд. физ.-мат. наук. — Москва : Знание, 1973. — 64 с. : черт.; 20 см.
- Нейтринная астрофизика / В. С. Березинский, канд. физ.-мат. наук, Г. Т. Зацепин, чл.-кор. АН СССР. — Москва : Знание, 1975. — 64 с.; 20 см. — (Новое в жизни, науке, технике. Космонавтика, астрономия; 4). (Новое в жизни, науке, технике. Космонавтика, астрономия; 4)